# Veckholms socken
Veckholms socken i Uppland ingick i Trögds härad, ingår sedan 1971 i Enköpings kommun och motsvarar från 2016 Veckholms distrikt.
Socknens areal är 45,71 kvadratkilometer, varv 45,70 land. År 2000 fanns här 405 invånare. Ekholmens slott samt sockenkyrkan Veckholms kyrka ligger i socknen.  

## Administrativ historik
Veckholms socken har medeltida ursprung.
Vid kommunreformen 1862 övergick socknens ansvar för de kyrkliga frågorna till Veckholms församling och för de borgerliga frågorna bildades Veckholms landskommun. Landskommunen uppgick 1952 i Södra Trögds landskommun som 1971 uppgick i Enköpings kommun. Församlingen utökades 2006.
1 januari 2016 inrättades distriktet Veckholm, med samma omfattning som församlingen hade 1999/2000.  
Socknen har tillhört län, fögderier, tingslag och domsagor enligt vad som beskrivs i artikeln Trögds härad. De indelta soldaterna tillhörde Upplands regemente, Sigtuna kompani och Livregementets dragonkår, Sigtuna skvadron.

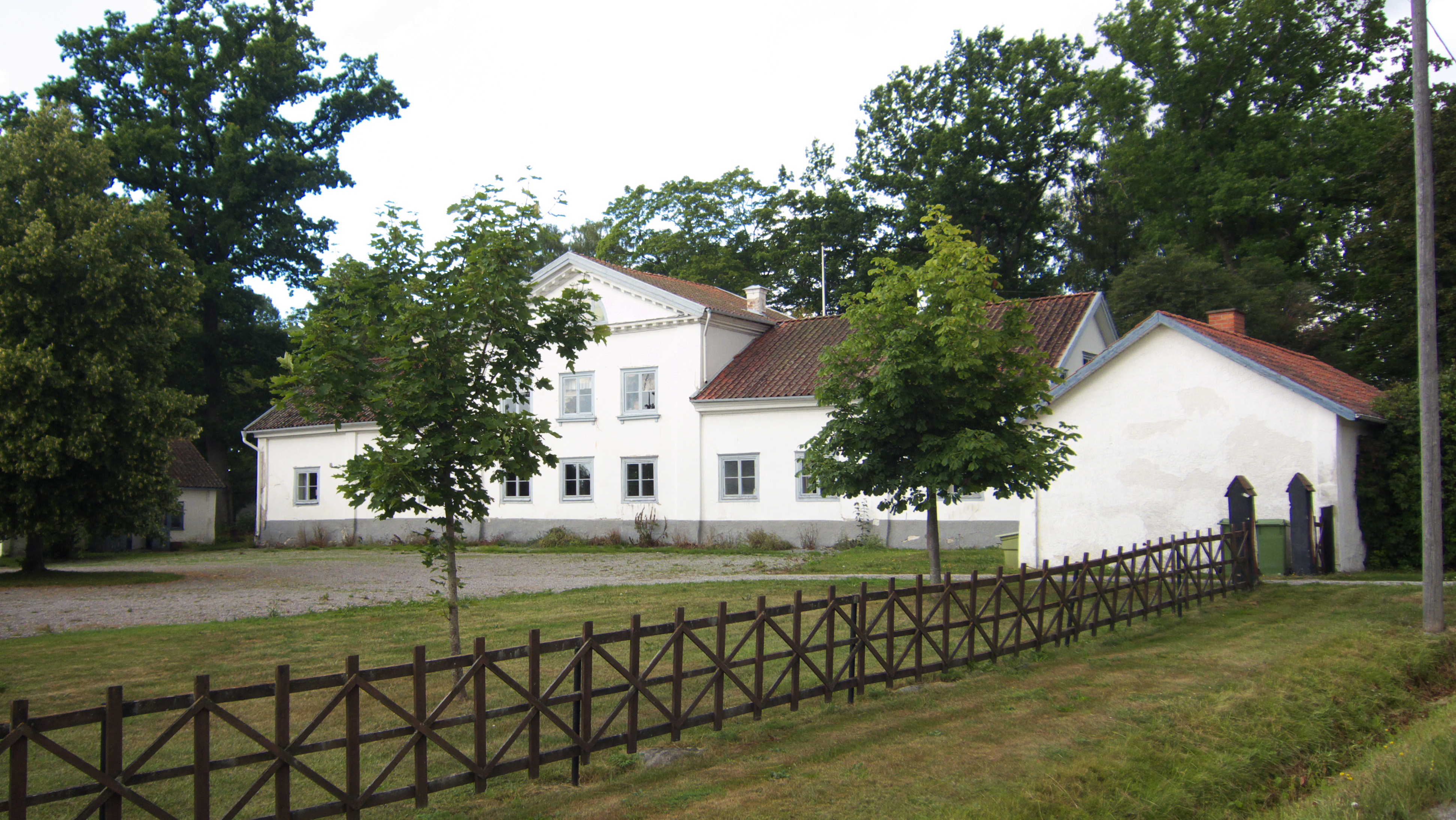
Veckholms gamla prästgård, förklarad som byggnadsminne

## Geografi
Veckholms socken ligger sydost om Enköping och omfattar en halvö i Norra Björköfjärden. Socknen är en slättbygd med skogsbygd i sydost.
Här finns Härjarö med naturreservat och fritidsanläggningar.

## Fornlämningar
Från bronsåldern finns gravrösen och skålgropsförekomster. Från järnåldern finns 37 gravfält och en fornborg. Det finns 13 runstenar. Flera av dessa är ristade av Balle, bland annat en som är ristad till minne av en viking som dog nydöpt i Danmark.

## Namnet
Namnet skrevs 1318 Wekul och innehåller vekul, 'något höjd', 'något krokigt'. Namnet syftar troligtvis på en naturformation som en vik eller ö.